# ジョゼップ・グアルディオラ
ジョゼップ・グアルディオラ・イ・サラ（カタルーニャ語: Josep Guardiola i Sala IPA：[ʒuˈzɛb ɡwəɾðiˈɔɫə], 1971年1月18日 - ）は、ペップ・グアルディオラ（Pep Guardiola）として知られるスペイン・カタルーニャ州サンパドー出身の元サッカー選手、現サッカー指導者。元スペイン代表。現役時代のポジションはミッドフィールダー。2016年よりプレミアリーグのマンチェスター・シティFCの監督を務めている。
プリメーラ・ディビシオン優勝6回、チャンピオンズカップ優勝1回を含む成績を残した現役時代を引退後、監督として3度のチャンピオンズリーグとスペイン、ドイツ、イングランドのリーグ戦（プレミアリーグ、ブンデスリーガ、プリメーラ・ディビシオン）、国内カップ優勝を含む39のタイトルを獲得している。2008-09シーズンにはFCバルセロナ就任1年目にしてスペインサッカー史上初となる主要タイトル3冠、2022-23シーズンにはマンチェスター・シティでプレミアリーグ、FAカップ、UEFAチャンピオンズリーグを制し、1998-99シーズンのマンチェスター・ユナイテッド以来となるトレブルを達成した。ヨーロッパのフットボール史において、異なる2カ国での主要タイトル3冠を成し遂げた史上初の監督である。2023-24シーズンにはイングランド初のトップリーグ4連覇を達成した。

## 選手経歴

### クラブ

#### FCバルセロナでの活躍
カタルーニャ地方のサンパドーに生まれ、カンプ・ノウからわずか100mほどの学校に通った。「幼い頃は、いつもシュスターのユニフォームを着ていた。彼はバルセロナ史上最高のMFの1人だ」と語り、ベルント・シュスターがアイドルであったと語っている。13歳でFCバルセロナの下部組織であるラ・マシアに入寮し、徐々に上位カテゴリーに昇格していった。1990年、カディスCF戦でトップチームデビューを果たし、ヨハン・クライフ監督はギジェルモ・アモール欠場時にグアルディオラを起用した。1991-92シーズンにはレギュラーポジションを獲得し、わずか20歳にしてリーガ・エスパニョーラ、UEFAチャンピオンズカップ優勝の立役者となった。1992年、イタリアのサッカー誌グエリン・スポルティーヴォによって、ヨーロッパの最優秀若手サッカー選手に贈られるブラヴォー賞を獲得した。

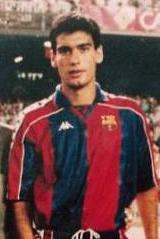
FCバルセロナ選手時代（1992年）

ドリームチームは1992-93シーズン、1993-94シーズンも王座を守り、リーグ4連覇を果たしたが、グアルディオラはいずれのシーズンも中軸としてプレーしている。1993年にロマーリオを獲得したチームは1993-94シーズンにもUEFAチャンピオンズカップで決勝に進出したが、ファビオ・カペッロ率いるACミランに0-4で大敗した。
1994-95シーズン、第6節のアトレティコ・マドリード戦でラリーガ初ゴールを挙げた。1996年にクライフがチームを離れ、1996-97シーズン、ボビー・ロブソン率いるチームはコパ・デル・レイとUEFAスーパーカップとUEFAカップウィナーズカップのトレブル（3冠）を獲得した。ドリームチームの時代は過ぎ去り、チキ・ベギリスタインやフリスト・ストイチコフの役割をルイス・フィーゴやロナウドが引き継いだが、グアルディオラの役割は不変だった。1996-97シーズン終了後、クラブはグアルディオラに対するASローマとパルマFCからの約3億ペセタ(約3億5千万円)のオファーを拒否した。契約延長に関する長い交渉の末、2001年までの新契約にサインした。
1997-98シーズンのほとんどをふくらはぎの怪我で欠場したが、クラブはルイ・ファン・ハール新監督の下で国内リーグと国内カップの2冠を達成した。1998年6月8日、肉体的な問題を解決するために手術を行い、フランスで開催された1998 FIFAワールドカップを逃した。1998-99シーズンは戦線に復帰し、リバウドやルイス・フィーゴの活躍のおかげもあって再びリーグタイトルを獲得した。1999-2000シーズンは深刻な膝の怪我により、シーズン終盤の3か月に出場できなかった。2000-01シーズンのリーグ戦は4位に終わり、UEFAチャンピオンズリーグではベシクタシュJKとACミランに完敗してグループリーグで敗退し、チームは無冠に終わった。
2001年4月11日、ユース時代から17年間過ごしたクラブを離れることを決意し、6月24日のセルティックFC戦がFCバルセロナでのラストマッチとなった。FCバルセロナでは12シーズンで479試合に出場して16個のタイトルを獲得した。セルティック戦後の記者会見で「長い旅だった。私はとても幸せで、誇りを持っている。たくさんの友人ができた。私はもう幸福を探し求めない。選ばれた者として長い間過ごした」と述べた。得点数は少なかったが、6度のリーグタイトルと1度のUEFAチャンピオンズカップ、バルセロナオリンピックでの金メダル、その他さまざまなトロフィーを獲得した。
2008年にUEFA欧州選手権を制したスペイン代表の中盤の選手の多く、特にシャビ・エルナンデス、アンドレス・イニエスタ、セスク・ファブレガスらにとって、グアルディオラは少年時代のアイドルであり、チームを去っても尊敬度は変わらなかった。

#### セリエA挑戦
2001年に31歳でFCバルセロナを離れると、ニューカッスル・ユナイテッドFC、マンチェスター・ユナイテッドFC、ウェストハム・ユナイテッドFC、トッテナム・ホットスパーFC、リヴァプールFC、ACミラン、インテル・ミラノがグアルディオラ獲得に興味を示した。しかし彼はセリエAのブレシア・カルチョとASローマでプレーすることを選んだ。彼はブレシアへの入団会見で「私が移籍を決めたのはロベルト・バッジョがいたからだ。彼とプレーできることはビッグクラブへの移籍よりはるかに魅力的だ」と語っていた。しかしながら彼のイタリアでの挑戦は成功だったとは言えず、2003年までに71試合に出場するのみにとどまった。

#### ドーピング疑惑と無罪
2001年11月には試合後のドーピング検査において、禁止薬物であるナンドロロンに対する陽性反応が出たために4か月間の出場停止処分を受けた。さらに、2005年には執行猶予がついたものの7か月の有罪判決を受けた。これに対してグアルディオラ側は「イタリアのドーピング検査はいいかげんだ」と一貫して無実を主張し、科学的根拠のある反証を数多く提出した。そして2007年10月にブレシア高等裁判所は1審を破棄し、無罪の判決を下した。こうして6年間に渡る闘いの末、グアルディオラの潔白がようやく証明された。
ところが、無罪判決から2年後の2009年8月、イタリアオリンピック委員会(CONI)がグアルディオラを上訴し、ドーピング問題が再燃した。しかし9月の裁判で裁判所はグアルディオラ側の主張を認める判決を下したため、9月29日にCONIが彼の無罪を発表して問題が決着した。

#### カタールとメキシコでの晩年
ストレスのたまるイタリアでの挑戦の後、34歳にして彼が選んだのはカタール・スターズリーグのアル・アハリ・ドーハだった。マンチェスター・ユナイテッドからも誘いがあったが、欧州以外の場所でプレーすることを希望したために中東を選び、レギュラーとしてプレーした。スターズリーグではガブリエル・バティストゥータなどの名選手が何人かプレーしていた。華やかな選手生活に戻る気はなかったため、2005年夏にはマンチェスター・ユナイテッドやマンチェスター・シティFC、チェルシーFCなど欧州のトップクラブからのオファーを断った。
2006年、メキシカン・サッカーリーグのドラドス・デ・シナロアの監督をしていたスペイン人のフアン・マヌエル・リージョは、指導者養成学校に通っていたグアルディオラを誘った。中盤での魔法のようなプレーは健在だったが、半年間プレーした後の2006年11月に現役引退を表明した。

### 代表

#### スペイン代表
1992年にはU-23スペイン代表のキャプテンとしてバルセロナオリンピックに参加し、金メダルを獲得した。
1992年10月14日、ウィンザーパークで行われた1994 FIFAワールドカップ予選北アイルランド戦でスペインA代表デビューした。1994年には1994 FIFAワールドカップに出場し、グループリーグのボリビア戦でPKを決めて1ゴールを挙げたが、グループリーグに2試合のみの出場となった。チームはベスト8に進出したが、準々決勝でイタリアに1-2で敗れた。ハビエル・クレメンテ監督はしばしばグアルディオラを控え選手として扱い、大会後は長らく代表を外れ、1996年のUEFA欧州選手権1996でもメンバーから外れた。
度重なる怪我の影響によってフランスで開催された1998 FIFAワールドカップ、日本と韓国で共催された2002 FIFAワールドカップと2大会連続でFIFAワールドカップに出場できず、選手生活においてワールドカップの舞台での活躍は縁の無いものとなった。2000年のUEFA欧州選手権2000では準々決勝に進出したが、フランスに1-2で敗れた。2001年11月14日のメキシコとの親善試合が彼の代表ラストマッチとなった。

#### カタルーニャ代表
カタルーニャ代表としては、1995年から2005年までに7試合に出場した。

## 指導者経歴

### FCバルセロナB
引退後は同世代のルイス・エンリケらと共に指導者の道を選び、2007-08シーズンからFCバルセロナBの監督としてバルセロナに再び戻った。そして就任1年でテルセーラ・ディビシオン（4部）からセグンダ・ディビシオンB（3部）に昇格させた。

### FCバルセロナ

#### 2008-09シーズン
2008年5月8日、フランク・ライカールトに代わって2008-09シーズンからFCバルセロナのトップチームの監督に就任することが発表された。前日のエル・クラシコで1-4と屈辱的な敗戦を喫してからすぐの就任発表だった。契約期間は2年で、年俸は欧州のトップクラブの指揮官としてはかなりの低額の150万ユーロと言われている。就任会見でそれまでの中核であったロナウジーニョ、デコ、サミュエル・エトーの構想外を宣言し（エトーは後に残留）、遅刻1分につき500ユーロ（約6万5000円）の罰金を徴収するなど、2006-07シーズンから2シーズン連続で無冠と不振のクラブに改革を施した。クラブの下部組織出身の選手を重用し、レアル・マドリードとのエル・クラシコで2連勝するなど、リーグの最多勝ち点記録を上回るペースで勝ち点を積み重ね、36節終了後に優勝を決めた。決勝でアスレティック・ビルバオを倒したコパ・デル・レイ、マンチェスター・ユナイテッドを倒したUEFAチャンピオンズリーグと合わせ、就任1年目にしてスペインサッカー史上初となる3冠達成を果たした。3冠達成後には「このチームがクラブ史上最強だとは思わないが、最高の成績は残せた」と語った。

#### 2009-10シーズン
2009年夏にはインテルとの間でサミュエル・エトーとズラタン・イブラヒモヴィッチをトレードし、さらに4900万ユーロを支払う大型移籍を取りまとめた。また、インテルからマクスウェルを獲得し、FCシャフタール・ドネツクからドミトロ・チグリンスキーを獲得した。エイドゥル・グジョンセンはASモナコに移籍し、シウヴィーニョとアルベルト・ジョルケラは契約満了により移籍し、アレクサンドル・フレブ（→VfBシュトゥットガルト）、マルティン・カセレス（→ユヴェントス）、アルベルト・ボティア（→スポルティング・ヒホン）、ビクトール・サンチェス（→シェレスCD）などはレンタルでチームを離れた。2009-10シーズンはスーペルコパ・デ・エスパーニャでビルバオを破り、UEFAスーパーカップでシャフタール・ドネツクを破る絶好なスタートを切り、9月25日のマラガCF戦ではFCバルセロナの監督として50勝目を積み上げた。12月19日にはクラブ初のFIFAクラブワールドカップ優勝を飾り、シーズン跨ぎとはいえ一年間で6つのタイトル（リーガ・エスパニョーラ、コパ・デル・レイ、UEFAチャンピオンズリーグ、スーペルコパ・デ・エスパーニャ、UEFAスーパーカップ、FIFAクラブワールドカップ）を獲得した。
2010年1月に行われたコパ・デル・レイ、ラウンド16でセビージャFCに敗れたが、1月20日にはクラブとの契約を1年間延長し、2010-11シーズン終了まで指揮を執ることが決定した。2月には就任以来の公式戦試合数が100試合に達し、71勝19分10敗（242得点76失点）という好結果を樹立している。4月10日のエル・クラシコで勝利し、FCバルセロナの歴史の中で初めてこの対戦で4連勝を記録した監督となった。UEFAチャンピオンズリーグでは、準決勝のインテル戦に2試合合計2-3で敗れ、永遠の宿敵のホームで2連覇を果たす夢はホーム・カンプ・ノウで潰えた。リーグ戦では、ホームでレアル・バリャドリードを4-0で破り、ヨーロッパ新記録となる勝ち点99で20回目のリーグ優勝を達成した。監督就任以来7つ目のタイトルとなり、11個のタイトルを獲得しているヨハン・クライフに次ぐ2位タイ（フェルディナンド・ダウシクと並ぶ）のタイトルホルダーとなった。6月8日には、3月6日のUDアルメリア戦中・戦後の言動によりスペインサッカー連盟に15000ユーロの罰金を言い渡された。

#### 2010-11シーズン

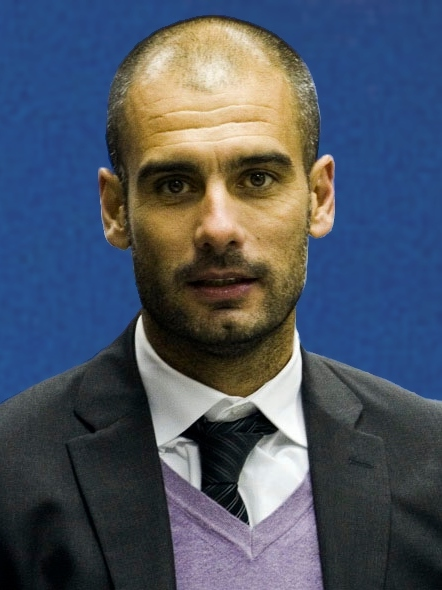
FCバルセロナ監督時代（2010年）

2010年7月14日、クラブとの契約を2011年8月まで延長した。2010年夏には、1年前に加入したばかりの二人の選手がクラブを去った。シャフタール・ドネツクに復帰したチグリンスキーとACミランに移籍したイブラヒモビッチである。さらに、ラファエル・マルケスとティエリ・アンリがニューヨーク・レッドブルズに移籍し、ヤヤ・トゥーレはマンチェスター・シティに移籍した。セビージャからアドリアーノ・コレイア、バレンシアCFからダビド・ビジャ、リヴァプールからハビエル・マスチェラーノを獲得した。
8月21日、スーペルコパ・デ・エスパーニャでセビージャを5-3で破り、2年連続2度目の優勝を果たした。11月29日にはレアル・マドリードとのエル・クラシコで5-0の大勝を飾り、就任から同一カード5連勝となった。2011年2月8日にはクラブが提示した新契約を受け入れ、2012年6月まで契約延長した。5月11日、レバンテUD戦(1-1)に引き分け、3シーズン連続21回目のリーグ優勝を決めた。2008年夏の就任以来、UEFAチャンピオンズリーグ決勝トーナメントのアウェー戦では7戦連続未勝利であったが、準々決勝のシャフタール・ドネツク戦2ndレグに1-0で勝利し、初のアウェー戦勝利を掴んだ。同大会準決勝はレアル・マドリードと対戦することになった。時同じくしてコパ・デル・レイ決勝でも対戦することになった上、リーグ戦でも対戦が予定されていたため、3週間で4度のクラシコが行われることとなり、クアトロ・クラシコ（Cuatro Clasico、4度のクラシコの意）と呼ばれて白熱した。UEFAチャンピオンズリーグも獲得した。

#### 2011-12シーズン
ウディネーゼ・カルチョよりアレクシス・サンチェスを、アーセナルFCより元カンテラーノのセスク・ファブレガスを獲得した。
リーガ開幕前のスーペルコパ・デ・エスパーニャでレアル・マドリード相手に1stレグは2-2と引き分けるも、2ndレグで3-2と勝利を収め、2戦合計でスーペルコパ・デ・エスパーニャを獲得。8月26日のUEFAスーパーカップもFCポルトを2-0で破って獲得。また、12月に日本で行われたFIFAクラブワールドカップ2011では、ダビド・ビジャが脛骨骨折の重傷を負うも優勝を果たした。しかし、4月18日のチャンピオンズリーグのチェルシーとの1stレグ（アウェーで0-1で敗れた）の3日後に行われたリーガのクラシコで、就任後初めてレアル・マドリードに敗れ、翌週24日のチェルシーとの2ndレグではブスケッツのゴール後、相手の主将・ジョン・テリーを退場に追い込みイニエスタが逆転弾を決めたものの追加点を奪えず、逆に前半終了間際にマスチェラーノがフランク・ランパードに自陣でボールを失う致命的なミスを犯し、テリーの退場後に右サイドバックに入ったラミレスにループシュートを決められ僅か1分で追いつかれてしまう。後半ファブレガスがディディエ・ドログバに倒されPKを獲得したがメッシがPKを失敗し、試合終了間際にフェルナンド・トーレスにカウンターからゴールを許して2-2で引き分けて、敗退した。結局4月の死の3連戦に一切勝てなかった事で2大タイトル（リーガとチャンピオンズリーグ）を逃した。
2012年4月27日、FCバルセロナの監督を退任することを発表した。その理由として、「バルサの監督は信じられないほどのエネルギーを要求される。」、「CL、リーガの試合が辛く、楽しめなくなっていた」など心身の消耗を主に挙げている。退任前最後の試合となったコパ・デル・レイ決勝ビルバオ戦を制し、3季ぶりの優勝を果たし有終の美を飾った。就任してから最も獲得タイトルが少ないシーズンになったが、「サッカーに関して言えば、今季はベストシーズンだった。我々は新しいコンセプトを取り入れたんだ。来シーズンはもっと良くなるだろう」 と述べている。指揮を執った4シーズンの間に獲得の可能性があった19個のタイトルのうち、14個ものトロフィーをクラブにもたらした。これはクライフのドリーム・チームを上回る数字となった。後任には、4年間アシスタントコーチを務めたティト・ビラノバが就き、チームのスタイルを継続する事を目指した。
今後に関しては、「遅かれ早かれ監督に復帰するだろうが、今はその意欲はない。ほかにやりたいこともあるし、人生はサッカーだけじゃない。将来どうすべきかは、おのずと明らかになるだろう」 と話し、少なくとも1年は家族との時間に費やす予定であるという。バルサ復帰に関しては、「何も決めていない。バルサに戻るかもしれないし、そうならないかもしれない」 と述べている。
| シーズン | プリメーラ・ディビシオン | プリメーラ・ディビシオン | プリメーラ・ディビシオン | プリメーラ・ディビシオン | プリメーラ・ディビシオン | プリメーラ・ディビシオン | プリメーラ・ディビシオン | プリメーラ・ディビシオン | 国王杯   | SC   | UEFA       | UEFA | FIFA |
| シーズン | 試                       | 勝                       | 分                       | 負                       | 得                       | 失                       | 点                       | 順位                     | 国王杯   | SC   | CL         | SC   | CWC  |
| -------- | ------------------------ | ------------------------ | ------------------------ | ------------------------ | ------------------------ | ------------------------ | ------------------------ | ------------------------ | -------- | ---- | ---------- | ---- | ---- |
| 2008-09  | 38                       | 27                       | 6                        | 5                        | 105                      | 35                       | 87                       | 1位                      | 優勝     |      | 優勝       |      |      |
| 2009-10  | 38                       | 31                       | 6                        | 1                        | 98                       | 24                       | 99                       | 1位                      | ベスト16 | 優勝 | 準決勝敗退 | 優勝 | 優勝 |
| 2010-11  | 38                       | 30                       | 6                        | 2                        | 95                       | 21                       | 96                       | 1位                      | 準優勝   | 優勝 | 優勝       |      |      |
| 2011-12  | 38                       | 28                       | 7                        | 3                        | 114                      | 29                       | 91                       | 2位                      | 優勝     | 優勝 | 準決勝敗退 | 優勝 | 優勝 |

### バイエルン・ミュンヘン

#### 2013-14シーズン

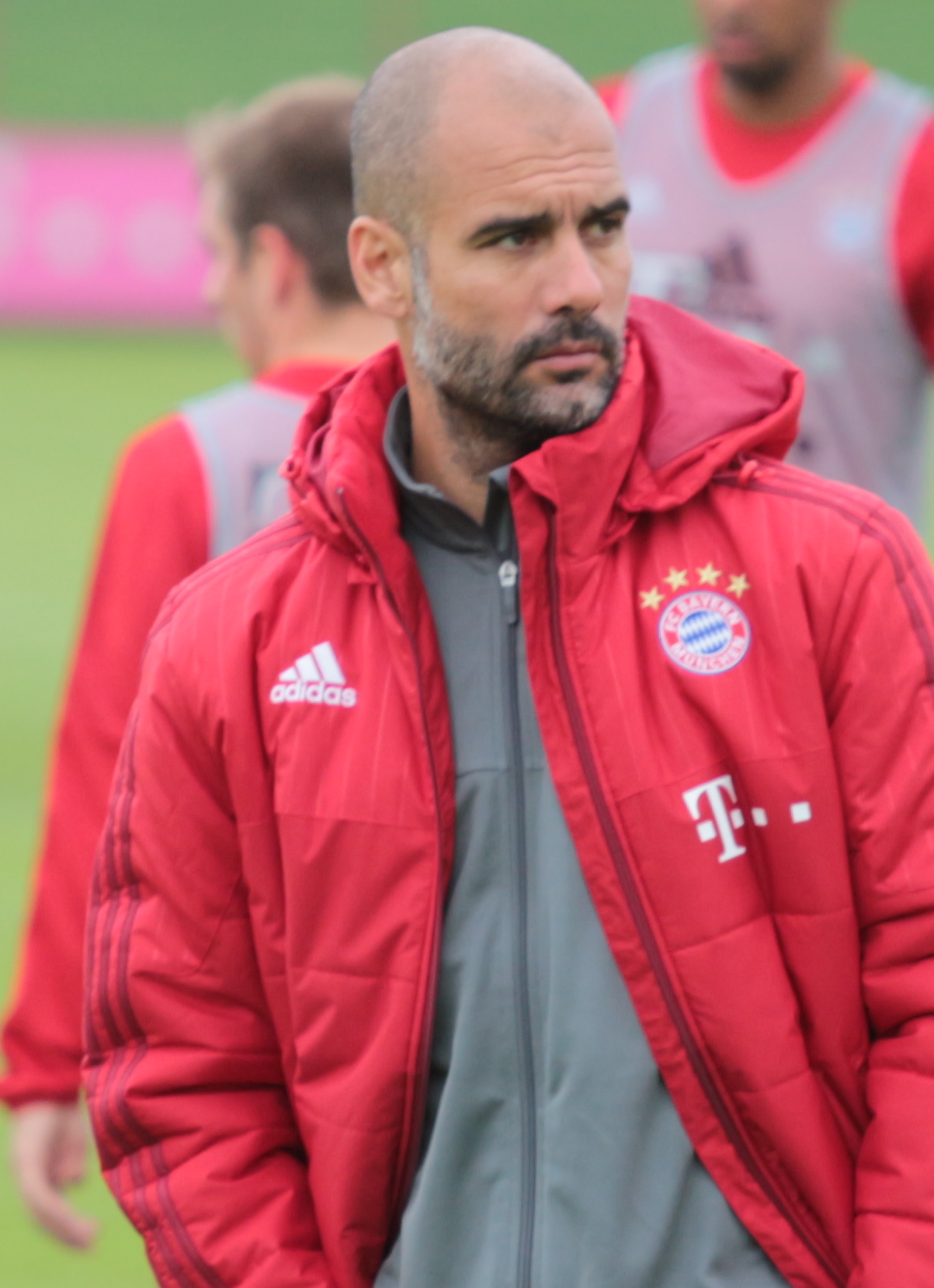
バイエルン監督時代（2013年）

2013年6月、ブンデスリーガ・バイエルン・ミュンヘンの監督に就任。契約は2016年まで。移籍市場では古巣のバルセロナから教え子のティアゴ・アルカンタラを獲得。バイエルンでの公式戦初采配となったボルシア・ドルトムントとのDFBスーパーカップは落としたものの、チェルシーFCとのUEFAスーパーカップを制し、バイエルンでの初タイトルを獲得。同年12月にはFIFAクラブワールドカップ2013を制した。前シーズン、クラブ初の三冠を達成したチームの勢いを落とすことなく、リーグ戦では開幕から首位を独走し、7試合を残してのブンデスリーガ最速優勝を達成した。UEFAチャンピオンズリーグではベスト4進出を果たすも、準決勝でのレアル・マドリード戦で2戦合計スコア0-5の大差を付けられ敗退した。それでも、ドルトムントとのDFBポカール決勝を制しリーグとの2冠を達成した。

#### 2014-15シーズン
2014-15シーズンはロベルト・レヴァンドフスキ、フアン・ベルナト、シャビ・アロンソを獲得し、4-3-3をベースに3-5-2、3-4-1-2などのオプションを増やした。リーグ戦は開幕戦から独走して第30節のVfLヴォルフスブルク戦で優勝した。連覇を目指したDFBポカールはキャプテンのラーム、レアルからバイエルンに移籍したシャビ・アロンソ、古巣からバイエルンに移籍したゲッツェ、守護神のノイアーがいずれも失敗する珍事で、UEFAチャンピオンズリーグはシャキリらを放出し、後述する怪我人の対応に後手を踏む中ベスト4に進出するが、準決勝では古巣のバルセロナ相手に1stレグは0-3と大敗。2ndレグでは3-2と試合自体には勝利したものの合計スコア3-5で敗退した。ロッベンやリベリー、アラバ、シュバインシュタイガー、マルティネス、バトシュトゥバーら大量の怪我人が続出したシーズンであった。

#### 2015-16シーズン
| シーズン | ブンデスリーガ | ブンデスリーガ | ブンデスリーガ | ブンデスリーガ | ブンデスリーガ | ブンデスリーガ | ブンデスリーガ | ブンデスリーガ | DFB ポカール | DFL SC | UEFA       | UEFA | FIFA |
| シーズン | 試             | 勝             | 分             | 負             | 得             | 失             | 点             | 順位           | DFB ポカール | DFL SC | CL         | SC   | CWC  |
| -------- | -------------- | -------------- | -------------- | -------------- | -------------- | -------------- | -------------- | -------------- | ------------ | ------ | ---------- | ---- | ---- |
| 2013-14  | 34             | 29             | 3              | 2              | 94             | 23             | 90             | 1位            | 優勝         | 準優勝 | 準決勝敗退 | 優勝 | 優勝 |
| 2014-15  | 34             | 25             | 4              | 5              | 80             | 18             | 79             | 1位            | 準決勝敗退   | 準優勝 | 準決勝敗退 |      |      |
| 2015-16  | 34             | 28             | 4              | 2              | 80             | 17             | 88             | 1位            | 優勝         | 準優勝 | 準決勝敗退 |      |      |

### マンチェスター・シティ

#### 2016-17シーズン
2016年2月、2016-17シーズンよりプレミアリーグの強豪チームマンチェスター・シティFCの監督に就任することが決定。ペップが得意とするポゼッションサッカーをベースとしながら、バイエルン監督時代に編み出した両サイドバックが中盤に入ってくる偽サイドバック戦術でプレミアリーグ開幕5連勝を飾るなど華々しいスタートを切るも、徐々に失速。
グアルディオラの指導の下攻撃には磨きがかかったが、守備陣が不安定なプレーに終始し、攻守のバランスが崩壊する場面が目立った。特に自らが足元の技術を買って獲得を希望したクラウディオ・ブラーボは一時期枠内シュート被弾率100％を記録するなど肝心のシュートストップで結果を残せず、放出したジョー・ハートと比較されて批判を浴び、後半戦はウィリー・カバジェロにポジションを譲った。CLでもリーグ戦と同様打ち合いの試合が多く、ラウンド16ではASモナコ相手に1stレグを5-3で制したが、2ndレグでは3-1で敗れ、2戦合計は同点ながらアウェイゴールの差で敗退となった。2017年1月、ガブリエル・ジェズスがチームに加入すると、終盤戦ではサネ、スターリング、ジェズスの若い3トップが活躍して、最終的に3位でリーグ戦を終えてチャンピオンズリーグ出場権を獲得した。

#### 2017-18シーズン

マンチェスターC監督時代（2017年）

ASモナコからポルトガル代表MFのベルナルド・シウバ、SLベンフィカからブラジル代表GKエデルソン・モラレスを獲得。エデルソンはGK歴代2位となる4000万ユーロもの移籍金を費やして獲得した。またバカリ・サニャ、ガエル・クリシー、パブロ・サバレタが契約満了で退団し、アレクサンダル・コラロヴがASローマに移籍したことを受けトッテナム・ホットスパーからイングランド代表DFカイル・ウォーカーをDF史上最高額となる5000万ポンドで獲得し、レアル・マドリードからブラジル代表DFダニーロ、ASモナコからフランス代表DFバンジャマン・メンディを獲得した。
昨シーズンはグアルディオラの独特で難解な戦術の浸透に苦労したが、今シーズンは選手達の戦術理解度が増しサネ、スターリング、デルフなどの選手が急成長。プレミアリーグでは第11節のアーセナルFC戦で勝利し、クラブ記録となる9連勝を記録した。また、公式戦においても15戦無敗でこちらもクラブ記録となった。11月26日、ハダースフィールド・タウンFCに1-0で勝利して、アウェーにおける連勝を11勝として連勝記録を更新した。12月13日、第17節のスウォンジー・シティFC戦に4-0で勝利し、プレミアリーグ史上歴代最多となる15連勝を達成した。1月14日の23節のリヴァプールFC戦で3-4で敗れるまで、プレミアリーグでの無敗記録を「22」まで伸ばした。冬の移籍市場ではクラブ史上最高額と言われる5700万ポンドを投じて、アスレティック・ビルバオからDFアイメリク・ラポルテを獲得。カラバオ・カップ決勝ではアーセナルFCを3-0で破り、5回目の優勝を果たした。UEFAチャンピオンズリーグでは、準々決勝まで進出したが、リヴァプールに連敗し敗退した。4月15日、2位のマンチェスター・ユナイテッドFCが破れたことによりシティの4季ぶりのプレミアリーグ優勝が決定した。史上初の「勝ち点100」「106得点」のプレミア記録を達成した。
5月17日、マンチェスター・シティは2020-21シーズンまでの契約延長を発表した。

#### 2018-19シーズン
2019年5月12日、アウェイでのブライトン戦に4-1で快勝。リーグ2連覇を達成した。5月18日にはワトフォードとのFAカップ決勝でラヒーム・スターリングのハットトリックなどで6-0と快勝。プレミア史上初となる国内3冠(プレミアリーグ、カラバオカップ、FAカップ)、コミュニティ・シールドを含めてイングランドのクラブでは史上初の4冠を達成した。しかしUEFAチャンピオンズリーグでは準々決勝でトッテナム・ホットスパー相手に2戦合計4-4とアウェイゴールの差で敗退し、2年連続ベスト8止まりに終わった。

#### 2019-20シーズン
コミュニティ・シールドではリヴァプールをPK戦の末破り、連覇を達成した。リーグ戦は優勝最有力と目されていたがリヴァプールに大きく差をつけられ、さらにレスター・シティをも下回って3位で前半戦を折り返す。後半は持ち直したもののリヴァプールとの差は広がり、第31節でチェルシーに敗れてリヴァプールに史上最速優勝を決定させることになった。結果、リーグ戦は宿敵ユナイテッドに10年ぶりのシーズン2敗を喫するなどグアルディオラ体制では最低 となる9敗を喫し、26勝3分で勝ち点81の2位に終わった。FAカップは準決勝でアーセナルに敗れたが、カラバオカップは決勝でアストン・ヴィラを2-1で破り3連覇を達成した。FFPによる次季チャンピオンズリーグ出場権剥奪が懸念されるもそれを回避。チャンピオンズリーグではベスト8に駒を進めるも1-3でリヨンに敗れた。

#### 2023-24シーズン
| シーズン | プレミアリーグ | プレミアリーグ | プレミアリーグ | プレミアリーグ | プレミアリーグ | プレミアリーグ | プレミアリーグ | プレミアリーグ | FAカップ   | EFLカップ    | CS     | UEFA         | UEFA | FIFA |
| シーズン | 試             | 勝             | 分             | 負             | 得             | 失             | 点             | 順位           | FAカップ   | EFLカップ    | CS     | CL           | SC   | CWC  |
| -------- | -------------- | -------------- | -------------- | -------------- | -------------- | -------------- | -------------- | -------------- | ---------- | ------------ | ------ | ------------ | ---- | ---- |
| 2016-17  | 38             | 23             | 9              | 6              | 80             | 39             | 78             | 3位            | 準決勝敗退 | 4回戦敗退    |        | ベスト16     |      |      |
| 2017-18  | 38             | 32             | 4              | 2              | 106            | 27             | 100            | 1位            | 5回戦敗退  | 優勝         |        | 準々決勝敗退 |      |      |
| 2018-19  | 38             | 32             | 2              | 4              | 95             | 23             | 98             | 1位            | 優勝       | 優勝         | 優勝   | 準々決勝敗退 |      |      |
| 2019-20  | 38             | 26             | 3              | 9              | 102            | 35             | 81             | 2位            | 準決勝敗退 | 優勝         | 優勝   | 準々決勝敗退 |      |      |
| 2020-21  | 38             | 27             | 5              | 6              | 83             | 32             | 86             | 1位            | 準決勝敗退 | 優勝         |        | 準優勝       |      |      |
| 2021-22  | 38             | 29             | 6              | 3              | 99             | 26             | 93             | 1位            | 準決勝敗退 | 4回戦敗退    | 準優勝 | 準決勝敗退   |      |      |
| 2022-23  | 38             | 28             | 5              | 5              | 94             | 33             | 89             | 1位            | 優勝       | 準々決勝敗退 | 準優勝 | 優勝         |      |      |
| 2023-24  | 38             | 28             | 7              | 3              | 96             | 34             | 91             | 1位            | 準優勝     | 3回戦敗退    | 準優勝 | 準々決勝敗退 | 優勝 | 優勝 |
| 2024-25  | 38             |                |                |                |                |                |                |                | 準優勝     | 4回戦敗退    | 優勝   | KPP敗退      |      | GS   |
| 2025-26  | 38             |                |                |                |                |                |                |                |            |              |        | LP           |      |      |

## 人物
18歳の時から交際していた女性との間に結婚以前から一男二女を授かっていた。2014年5月29日にその女性と挙式した。
2020年4月6日、マンチェスター・シティはペップの母親であるドロールス・グアルディオラが新型コロナウイルスに由来する疾患により82才で逝去した旨を発表した。

## 個人成績

### 選手成績
| クラブ        | シーズン | ディビシオン | リーグ | リーグ | カップ | カップ | UEFA CL | UEFA CL | UEFA 他 | UEFA 他 | その他 | その他 | 通算 | 通算 |
| クラブ        | シーズン | ディビシオン | 出場   | 得点   | 出場   | 得点   | 出場    | 得点    | 出場    | 得点    | 出場   | 得点   | 出場 | 得点 |
| ------------- | -------- | ------------ | ------ | ------ | ------ | ------ | ------- | ------- | ------- | ------- | ------ | ------ | ---- | ---- |
| FCバルセロナB | 1989-90  | セグンダB    | 11     | 0      | 0      | 0      | -       | -       | -       | -       | -      | -      | 11   | 0    |
| FCバルセロナB | 1990-91  | セグンダB    | 33     | 3      | -      | -      | -       | -       | -       | -       | 6      | 0      | 39   | 3    |
| FCバルセロナB | 1991-92  | セグンダ     | 9      | 2      | -      | -      | -       | -       | -       | -       | -      | -      | 9    | 2    |
| 通算          | 通算     | 通算         | 53     | 5      | 0      | 0      | 0       | 0       | 0       | 0       | 6      | 0      | 59   | 5    |
| FCバルセロナ  | 1990-91  | プリメーラ   | 4      | 0      | 0      | 0      | -       | -       | -       | -       | -      | -      | 4    | 0    |
| FCバルセロナ  | 1991-92  | プリメーラ   | 26     | 0      | 0      | 0      | 11      | 0       | -       | -       | 2      | 0      | 37   | 1    |
| FCバルセロナ  | 1992-93  | プリメーラ   | 28     | 0      | 3      | 1      | 4       | 0       | 1       | 0       | 3      | 0      | 34   | 0    |
| FCバルセロナ  | 1993-94  | プリメーラ   | 34     | 0      | 3      | 0      | 9       | 0       | -       | -       | 2      | 0      | 43   | 0    |
| FCバルセロナ  | 1994-95  | プリメーラ   | 24     | 2      | 2      | 0      | 6       | 0       | -       | -       | 2      | 0      | 30   | 2    |
| FCバルセロナ  | 1995-96  | プリメーラ   | 32     | 1      | 7      | 0      | -       | -       | 8       | 1       | -      | -      | 40   | 2    |
| FCバルセロナ  | 1996-97  | プリメーラ   | 38     | 0      | 6      | 0      | -       | -       | 7       | 1       | 2      | 0      | 45   | 1    |
| FCバルセロナ  | 1997-98  | プリメーラ   | 6      | 0      | 1      | 0      | 5       | 0       | -       | -       | 2      | 0      | 11   | 0    |
| FCバルセロナ  | 1998-99  | プリメーラ   | 22     | 1      | 3      | 0      | 1       | 0       | -       | -       | -      | -      | 23   | 1    |
| FCバルセロナ  | 1999-00  | プリメーラ   | 25     | 0      | 2      | 0      | 12      | 1       | -       | -       | 2      | 0      | 37   | 1    |
| FCバルセロナ  | 2000-01  | プリメーラ   | 24     | 2      | 6      | 1      | -       | -       | 7       | 0       | -      | -      | 31   | 3    |
| 通算          | 通算     | 通算         | 263    | 6      | 33     | 2      | 48      | 1       | 23      | 2       | 15     | 0      | 382  | 11   |
| ブレシア      | 2001-02  | セリエA      | 11     | 2      | 0      | 0      | -       | -       | -       | -       | -      | -      | 11   | 2    |
| ASローマ      | 2002-03  | セリエA      | 4      | 0      | 0      | 0      | 1       | 0       | -       | -       | -      | -      | 5    | 0    |
| ブレシア      | 2002-03  | セリエA      | 13     | 1      | 0      | 0      | -       | -       | -       | -       | -      | -      | 13   | 1    |
| 通算          | 通算     | 通算         | 28     | 3      | 0      | 0      | 1       | 0       | 0       | 0       | 0      | 0      | 29   | 3    |

### 監督成績
2023年12月31日現在
| FCバルセロナB          | 2007年6月21日 | 2008年6月30日 | 42  | 28  | 9  | 5  | 66.67 |
| FCバルセロナ           | 2008年7月1日  | 2012年6月30日 | 247 | 179 | 47 | 21 | 72.47 |
| バイエルン・ミュンヘン | 2013年6月26日 | 2016年6月30日 | 161 | 121 | 21 | 19 | 75.16 |
| マンチェスター・シティ | 2016年7月1日  | 現在          | 443 | 320 | 61 | 62 | 72.23 |

## タイトル

### 選手時代

#### クラブ
バルセロナ
- プリメーラ・ディビシオン：6回（1990-91, 1991-92, 1992-93, 1993-94, 1997-98, 1998-99）
- コパ・デル・レイ：2回（1996-97, 1997-98）
- スーペルコパ・デ・エスパーニャ：4回（1991, 1992, 1994, 1996）
- UEFAチャンピオンズカップ：1回（1991-92）
- UEFAカップウィナーズカップ：1回（1996-97）
- UEFAスーパーカップ：2回（1992, 1997）

#### 代表
U-23スペイン代表
- 夏季オリンピック：金メダル1回（1992）

### 指導者時代

#### クラブ
バルセロナB
- テルセーラ・ディビシオン：1回（2007-08）

バルセロナ
- プリメーラ・ディビシオン：3回（2008-09, 2009-10, 2010-11）
- コパ・デル・レイ：2回（2008-09, 2011-12）
- スーペルコパ・デ・エスパーニャ：3回（2009, 2010, 2011）
- UEFAチャンピオンズリーグ：2回（2008-09, 2010-11）
- UEFAスーパーカップ：2回（2009, 2011）
- FIFAクラブワールドカップ：2回（2009, 2011）

バイエルン・ミュンヘン
- ブンデスリーガ：3回（2013-14, 2014-15, 2015-16）
- DFBポカール：2回（2013-14, 2015-16）
- UEFAスーパーカップ：1回（2013）
- FIFAクラブワールドカップ：1回（2013）

マンチェスター・シティ
- プレミアリーグ：6回（2017-18, 2018-19, 2020-21, 2021-22, 2022-23, 2023-24）
- FAカップ：2回（2018-19, 2022-23）
- EFLカップ：4回（2017-18, 2018-19, 2019-20, 2020-21）
- FAコミュニティ・シールド：3回（2018, 2019, 2024）
- UEFAチャンピオンズリーグ：1回（2022-23）
- UEFAスーパーカップ：1回（2023）
- FIFAクラブワールドカップ：1回（2023）

#### 個人
- ザ・ベストFIFA男子監督：1回（2023）
- UEFA Men's Coach of the Year Award：1回（2022-23）
- ドン・バロン・アワード最優秀監督：2回（2008-09, 2009-10）
- ミゲル・ムニョス賞：2回（2008-09, 2009-10）
- オンズドール監督賞：3回（2009, 2011, 2012）
- IFFHS World's Best Club Coach：2回（2009, 2011）
- LFPアワード最優秀監督賞：4回（2009, 2010, 2011, 2012）
- プレミアリーグ年間最優秀監督：4回（2017-18, 2018-19, 2020-21, 2022-23）
- プレミアリーグ月間最優秀監督：11回